# Авондејл (Луизијана)
Авондејл (енгл. Avondale) насељено је место без административног статуса у америчкој савезној држави Луизијана.

## Демографија
По попису из 2010. године број становника је 4.954, што је 487 (-9,0%) становника мање него 2000. године.
| Група             | 2000.         | 2010.         |
| Белци             | 3.328 (61,2%) | 2.503 (50,5%) |
| Афроамериканци    | 1.102 (20,3%) | 1.326 (26,8%) |
| Азијати           | 664 (12,2%)   | 574 (11,6%)   |
| Хиспаноамериканци | 261 (4,8%)    | 481 (9,7%)    |
| Укупно            | 5.441         | 4.954         |